# San Vittore al Corpo

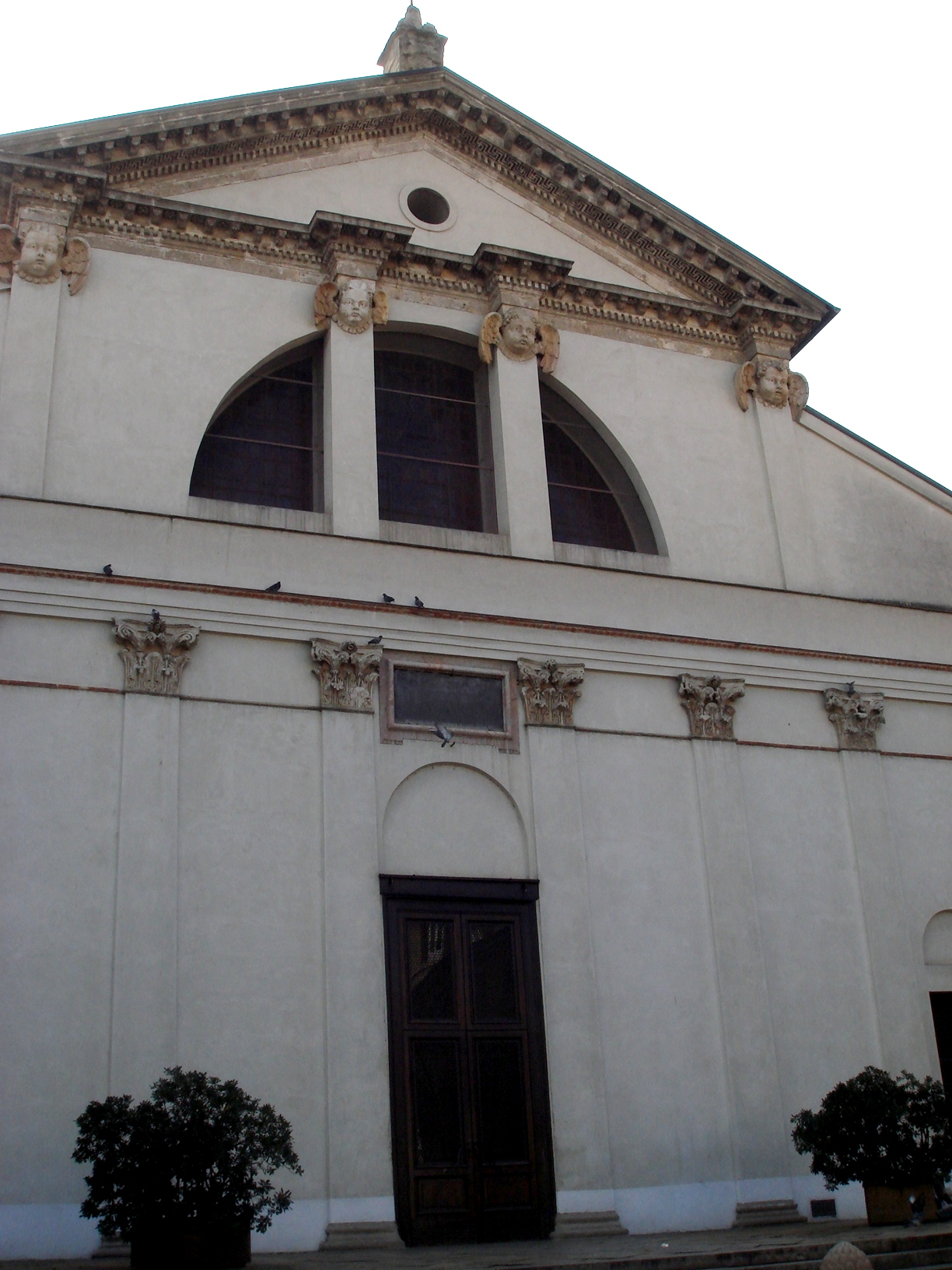
A bazilika homlokzata

A San Vittore al Corpo-bazilika Milánó egyik legszebb 16. századi egyházi építménye. A bazilikát és a hozzá tartozó kolostort az olivetanusok alapították.

## Története
A bazilika eredetét Szent Ambrusnál is korábbi időkre vezetik vissza. A legendák szerint azon a helyen épült fel, ahol Szent Viktor vértanút lefejezték. A 11. században új templom épült az ókeresztény bazilika helyén. A ma is álló templom viszont az 1560-as években épült, Vincenzo Seregni és Pellegrini Tebaldi tervei alapján.
Homlokzatának mindkét szintje oszlopos és – mint a klasszicizáló épületek legtöbbje – timpanonos. Figyelemre méltó az északi oldal hatodik kápolnája, amelyet Girolamo Quadrio készített 1669-ben fekete márványból, az Arese család számára. A díszes szószéknek és a szentély padjainak faragásai Szent Benedek életéből vett jeleneteket ábrázolnak (1583-ban készült). A sekrestyét Camillo Procaccini festményei díszítik. A kupola freskóit 1617-ben festette Guglielmo Caccia. A Szent Antalnak szentelt oldalkápolnát Daniele Crespi 1619-ből származó festménye díszíti. Az egykori kolostor épülete 1947 óta a Leonardo da Vinci Tudománytörténeti Múzeumnak ad otthont (Museo Nazionale della Scienza e della Tecnica Leonardo da Vinci).